# Son Ferrandell-Oleza
 (août 2023).
Son Ferrandell-Olenza est un site archéologique situé sur la commune de Valldemossa sur l'île de Majorque dans l'archipel des Baléares en Espagne.
Le site, daté de l'âge du fer, appartient à la culture talayotique.

## Description
Le site correspond à une position en hauteur permettant de surveiller, côté ouest, les abords côtiers, et côté est, une grande partie d'un plateau propice à la culture et à l'élevage. Il comprend quatre talayots, alignés selon un axe nord-est/sud-ouest, assez mal conservés, et des ruines de plusieurs bâtiments mal identifiés ne dépassent généralement pas un mètre de hauteur. Le site a été fouillé sous la direction de William Waldren (de).
Le talayot principal est une structure circulaire de 12 m de diamètre, construite en appareil cyclopéen avec un mur à double parement constitué de blocs très irréguliers : les blocs du mur extérieur sont beaucoup plus grands que les blocs du mur intérieur, certains mesurent plus d'un mètre de long et de haut. Le couloir d'accès mesure 3,50 m de long. Il est recouvert de trois grandes dalles horizontales. La salle intérieure comporte une colonne centrale sur laquelle s’appuie une cloison construite avec des petits blocs de pierre. Le mobilier archéologique découvert lors des fouilles comprend des céramiques talayotiques et des ossements d'animaux (porcs, moutons, chèvres).
L’architecture du second talayot est identique à celle du premier mais l'édifice est moins bien conservé, le couloir d'entrée ayant disparu. De forme circulaire et construit selon la même technique, ce talayot mesure également 12 m de diamètre et sa hauteur conservée est de 1,40 m en moyenne. La colonne centrale polylithique est composée de deux grands blocs et mesure 1,70 m de hauteur. La pièce comporte également un cloisonnement intérieur. Le couloir d'entrée n'a pas été conservé.
Les deux autres deux talayots, également de forme circulaire, sont les plus mal conservés : les murs ont disparu mais le second a conservé une robuste colonne centrale.
Dans la partie centrale du site, à mi-chemin entre deux talayots, on peut voir un ensemble de structures absidiales construites avec des blocs réguliers et bien alignés qui pourraient correspondre aux ruines d'un sanctuaire et une enceinte rectangulaire entourée de murs couvrant une superficie de 3 600 m2 intégrant une citerne alimentée par un système de récupération des eaux de pluie.

## Datation
La période estimée de construction du talayot principal est comprise entre 1120 et le 965 av. J.-C. Il fut abandonné vers 770 av. J.-C., puis reconstruit et réoccupé avant d'être détruit par un incendie vers 600 av. J.-C. À l'époque romaine, il a été réutilisé comme lieu de sépultures. Le second talayot a lui aussi subit un incendie, mais à une date antérieure. La construction des édifices  baptisés maison des chevaux par Waldren, parce qu'il y avait découvert des dents de cheval, est datée de vers 850 av. J.-C. mais ils furent réoccupés à l'époque romaine.